# Palaeorhiza jutefae
Palaeorhiza jutefae är en biart som beskrevs av Cheesman 1948. Palaeorhiza jutefae ingår i släktet Palaeorhiza och familjen korttungebin. Inga underarter finns listade i Catalogue of Life.